# Trachyleberididae
Famille
Sous-familles de rang inférieur
- Echinocythereidinae Hazel, 1967
- Rocaleberidinae Bertels, 1969
- Trachyleberidinae Sylvester-Bradley, 1948
- Unicapellinae Dingle, 1981

Synonymes
- Brachycytheridae Puri, 1954
- Leguminocythereididae

Trachyleberididae est une famille éteinte de crustacés de la super-famille des Cytheroidea.

## Genres
- Abrocythereis Gou in Gou, Zheng & Huang, 1983 †
- Abyssocythere Benson, 1971
- Abyssophilos Jellinek & Swanson, 2003
- Acanthocythereis Howe, 1963
- Actinocythereis Puri, 1953
- Actinoleberis Mckenzie in Howe & Mckenzie, 1989
- Acuticythereis Edwards, 1944 †
- Aegyptiana Boukhary, Damotte & Mohamed, 1982 †
- Agrenocythere Benson, 1972
- Agulhasina Dingle, 1971 †
- Alatahermanites Whatley & Titterton, 1981
- Alataleberis Mckenzie & Warne, 1986 †
- Alatanesidea Colin & Lauverjat, 1978 †
- Albileberis Hou in Hou et al., 1982
- Alocopocythere Siddiqui, 1971 †
- Alteratrachyleberis Li, 1964 †
- Ambocythere Bold, 1958
- Ambtonia Malz, 1982 †
- Amphileberis Guan, 1978 †
- Anebocythereis Bate, 1972 †
- Angolacythereis Hartmann, 1974
- Anommatocythere Sohn, 1970 †
- Anticythereis Bold, 1946 †
- Apatihowella Jellinek & Swanson, 2003
- Arcacythere Hornibrook, 1952
- Arculacythereis Hartmann, 1981
- Argenticytheretta Rossi De Garcia, 1969 †
- Atjehella Kingma, 1948 †
- Atlanticythere Benson, 1977 †
- Australileberis Dingle, 1976 †
- Australimoosella Hartmann, 1978
- Austrotrachyleberis Hartmann, 1988
- Ayressoleberis Brandão & Yasuhara, 2013
- Aysegulina Özdikmen, 2010 †
- Basslerites Teichert, 1937 †
- Basslerites Howe in Coryell & Fields, 1937 †
- Batavocythere Kemper, 1971 †
- Bathycythere Sissingh, 1971
- Bicornucythere Schornikov & Shaytarov, 1979
- Bosquetina Keij, 1957 †
- Brachycythere Alexander, 1933
- Bradyleberis McKenzie in Howe & McKenzie, 1989
- Bradyon Jellinek, 1993
- Buntonia Howe, 1935 †
- Callocythere Whatley, Moguilevsky, Ramos & Coxill, 1998
- Campylocythere Edwards, 1944
- Caribella Teeter, 1975
- Carinocythereis Ruggieri, 1956 †
- Cativella Coryell & Fields, 1937
- Celtia Neale, 1973 †
- Chapmanicythereis Gruendel, 1973 †
- Chavocythere McKenzie, Reyment & Reyment, 1990
- Chrysocythere Ruggieri, 1962 †
- Chukucythere Hu & Tao, 2008
- Cistacythereis Uliczny, 1969 †
- Cletocythereis Swain, 1963 †
- Climacoidea Puri, 1956 †
- Clinocythere Al-Furaih, 1980 †
- Clinocythereis Ayress & Swanson, 1991
- Cornicythereis Gruendel, 1973 †
- Costa Neviani, 1928 †
- Costaveenia Gruendel, 1968 †
- Cristaeleberis Bassiouni, 1970 †
- Curfsina Deroo, 1966 †
- Cythereis Jones, 1849
- Dahomeya Apostolescu, 1961 †
- Donmacythere Gruendel, 1976 †
- Doratocythere McKenzie, 1967
- Doricythereis Gruendel, 1976 †
- Fallacihowella Jellinek & Swanson, 2003
- Falsobuntonia Malz, 1982 †
- Falsocythere Ruggieri, 1972 †
- Fissocarinocythere Brouwers & Hazel, 1978 †
- Glencoeleberis Jellinek & Swanson, 2003
- Glenocythere Al-abdul-razzaq, 1979 †
- Gyrocythere Siddiqui, 1971 †
- Hartmannosa Özdikmen, 2009
- Haughtonileberis Dingle, 1969 †
- Hazelina Moos, 1966 †
- Hemikrithe Bold, 1950
- Hemitrachyleberis Hartmann, 1974
- Henryhowella Puri, 1957
- Herrigocythere Gruendel, 1973 †
- Heteroconchella Hu & Tao, 2008
- Hiltermannicythere Bassiouni, 1970
- Hirsutocythere Howe, 1951 †
- Holcopocythere Al-Furaih, 1980 †
- Huantraiconella Bertels, 1968 †
- Idiocythere Triebel, 1958 †
- Incongruellina Ruggieri, 1958 †
- Indimoosella Jellinek, 1993
- Isocythereis Triebel, 1940 †
- Kamajcythereis Pokorny & Colin, 1976 †
- Keijella Ruggieri, 1967 †
- Kingmaina Keij, 1957 †
- Lankacythere Bhatia & Kumar, 1979
- Legitimocythere Coles & Whatley, 1989 †
- Leguminocythereis Howe in Howe & Law, 1936 †
- Leniocythere Howe, 1951 †
- Limburgina Deroo, 1966 †
- Mackencythere Malz & Ikeya, 1982
- Malaycythereis Zhao (Yi-Chun) & Whatley, 1989
- Mandawacythere Bate, 1975 †
- Marwickcythereis Whatley & Millson, 1992 †
- Megommatocythere Colin & Oertli, 1982 †
- Moosella Hartmann, 1964
- Moosina Bassiouni & Luger, 1990 †
- Mosaeleberis Deroo, 1966 †
- Murrayina Puri, 1954
- Mutilus Neviani, 1928 †
- Neocythereis Omatsola, 1972
- Neocytheretta Morkhoven, 1963 †
- Neolophocythere Grossman, 1967
- Nigeria Reyment, 1963 †
- Normanicythere Neale, 1959
- Nucleolina Apostolescu & Deroo in Deroo, 1966 †
- Oblitacythereis Benson, 1977
- Occultocythereis Howe, 1951 †
- Oertiella Pokorny, 1964 †
- Oertliella Pokorny, 1964 †
- Oligocythereis Sylvester-Bradley, 1948
- Opimocythere Hazel, 1968 †
- Ordoniya Al-sheikhly, 1985 †
- Pacambocythere Malz, 1982 †
- Paleoabyssocythere Benson, 1977 †
- Paleoblitacythereis Benson, 1977
- Paleocosta Benson, 1977
- Paracosta Siddiqui, 1971 †
- Paragrenocythere Al-Furaih, 1975 †
- Parakeijella Jellinek, 1993
- Paraplatycosta Dingle, 1971 †
- Parvacythereis Gruendel, 1973 †
- Patrizia Bonaduce & Russo, 1990
- Pennyella Neale, 1974
- Phacorhabdotus Howe & Laurencich, 1958 †
- Phalcocythere Siddiqui, 1971 †
- Philoneptunus Whatley, Millson & Ayress, 1992
- Phyrocythere Al-Furaih, 1980 †
- Pistocythereis Gou in Gou, Zheng & Huang, 1983 †
- Planileberis Deroo, 1966 †
- Ponticocythereis McKenzie, 1967
- Praephacorhabdotus Gruendel, 1974
- Protobuntonia Grekoff, 1954 †
- Pseudobosquetina Guernet & Moullade, 1994 †
- Pseudocythereis Skogsberg, 1928
- Pseudocythereis Jennings, 1936 †
- Pseudokeijella Dingle, 1992
- Pterygocythere Hill, 1954 †
- Pterygocythereis Blake, 1933
- Puricythereis Bonaduce, Masoli & Pugliese, 1976
- Quasibuntonia Ruggieri, 1958 †
- Quasihermanites Gruendel, 1964 †
- Rabilimis Hazel, 1967
- Rayneria Neale, 1975 †
- Rectobuntonia Sissingh, 1972 †
- Rectotrachyleberis Ruggieri, 1952
- Repandocosta Hazel, 1967 †
- Reticulina Bassiouni, 1969 †
- Reticulocosta Gruendel, 1974 †
- Reymentia Omatsola, 1970
- Reymenticosta Bassiouni & Luger, 1990 †
- Robertsonites Swain, 1963 †
- Rockallia Whatley, Frame & Whittaker, 1978
- Ruggieria Keij, 1957
- Rugocythereis Dingle, Lord & Boomer, 1990
- Rushdisaidina Bassiouni & Luger, 1990 †
- Scepticocythereis Bate, 1972 †
- Sinoleberis Hu, 1979 †
- Soudanella Apostolescu, 1961 †
- Spinoleberis Deroo, 1966 †
- Stigmatocythere Siddiqui, 1971 †
- Strobilocythere Jellinek, 1990
- Taracythere Ayress, 1995
- Tegmenia Bonaduce, Ruggieri & Russo, 1988 †
- Toolongella Bate, 1972 †
- Trachyleberidea Bowen, 1953 †
- Tropidocythere Huff, 1970 †
- Veenia Butler & Jones, 1957 †
- Veeniacythereis Gruendel, 1973 †
- Venericythere Mostafawi, 1992
- Vijaiella Jain, 1978
- Whatleyella Coimbra, Carreño & Ferron, 1994
- Yajimaina Malz, 1981
- Yassinicythere Mckenzie in Howe & Mckenzie, 1989